# Emo
Emo je vrsta rock glazbe, koju karakterizira naglasak na emocionalno izražavanje, ponekad i putem ispovijesti kroz tekst.
Pojavio se kao stil post-hardcorea sredinom 1980-ih tijeko hardcore punk pokreta u Washingtonu, gdje je bio poznat kao emotional hardcore ili emocore, kojeg su predvodili sastavi kao što su Rites of Spring i Embrace. Početko i sredinom 1990-ih, emo su usvojili tadašnji alternativni rock, indie rock i pop punk sastavi kao što su Sunny Day Real Estate, Jawbreaker, Weezer i Jimmy Eat World, od kojih se Weezer probio u popularnost. Sredinom 1990-ih, sastavi kao što su Braid, The Promise Ring i The Get Up Kids osnovali su se tijekom rastuće emo scene na srednjem zapadu SAD-a pa su se i neovisne diskografske kuće počele interesirati za žanr. U međuvremenu, screamo, agresivniji stil emoa koji je koristio vrištuće vokale, počeo se formirati, a predvodili su ga sastavi Heroin i Antioch Arrow iz San Diega. Screamo je doživio vrhunac popularnosti 2000-ih, sa sastavima kao što su Hawthorne Heights, Silverstein, Story of the Year, Thursday, The Used, i Underoath.
Često smatrana subkulturom, emo također označava specifičan odnos između obožavatelja i izvođača te određene aspekte mode, kulture i ponašanja. U emo modu često se ubrajaju uske traperice; uske majice s nazivima sastava; remeni s klincima; i ravna, crna kosa s dugim šiškama. Obožavatelji emo glazbe koji se tako oblače često su nazivani "emo kidare" ili "emoi". Emoi su poznati po slušanju sastava kao što su My Chemical Romance, Fall Out Boy, Hawthorne Heights, The Used, i AFI. Emo subkultura je stereotipno povezana s emocijama, osjetljivošću, mizantropijom, stidljivošću, introvertiranosti, i tjeskobom, a i depresijom, samoozljeđivanjem i samoubojstvom. Brzi porast popularnosti žanra početkom 2000-ih inspirirao je zazor, zbog kojeg su sastavi kao My Chemical Romance i Panic! at the Disco odbili emo kao svoj žanr glazbe, primarno zbog društvene stigme i polemike oko njega.
Emo je vrhunac popularnosti doživio početkom 2000-ih, s uspjehom sastava Jimmy Eat World i Dashboard Confessional, kao i drugih sastava koji su potpisali za velike diskografske kuće. Sastavi kao što su My Chemical Romance, AFI, Fall Out Boy i The Red Jumpsuit Apparatus nastavili su popularnost žanra sve do kraja desetljeća. Početkom 2010-ih, popularnost emo glazbe naglo se smanjila pa je tako većina sastava krenula drugačijim glazbenim pravcem, a neki su se razišli. U međuvremenu, ipak, počeo je emo revival, koji uglavnom bio malo-popularan, a predvodili su ga sastavu The World Is a Beautiful Place & I Am No Longer Afraid to Die i Modern Baseball, koji su se više bazirali na zvuk emo glazbe iz 1990-ih. Krajem 2010-ih, spoj žanrova zvan emo rap postao je popularan, s izvođačima kao što su Lil Peep, XXXTentacion i Juice Wrld.